# Superman & Lois
Superman & Lois è una serie televisiva statunitense ideata da Greg Berlanti e Todd Helbing, basata sui personaggi di Superman e Lois Lane dei fumetti pubblicati da DC Comics, creati da Jerry Siegel e Joe Shuster. Tyler Hoechlin ed Elizabeth Tulloch interpretano i personaggi protagonisti della serie, rispettivamente Clark Kent / Superman e Lois Lane.
La serie, sviluppata inizialmente come spin-off di Supergirl, era stata concepita come parte dell'Arrowverse nella sua prima stagione, con Hoechlin e Tulloch che riprendevano rispettivamente i loro ruoli da Supergirl e The Flash (con la conclusione dell'evento crossover Crisi sulle Terre infinite che fungeva da backdoor pilot), ma man mano che la serie andava avanti, in seguito alla cancellazione di crossover pianificati con Supergirl e Batwoman a causa della pandemia di COVID-19, lo showrunner Todd Helbing e Warner Bros. decisero di mantenere lo show separato. Il finale della seconda stagione conferma che la serie è ambientata in una continuity separata.
La serie viene trasmessa sul canale The CW a partire dal 23 febbraio 2021, mentre in Italia su Italia 1 a partire dal 16 luglio 2022.

## Trama
Dopo aver combattuto svariati nemici a Metropolis, Clark Kent e Lois Lane, ormai sposati e genitori tornano a Smallville. Li troviamo a crescere i due figli Jonathan e Jordan, in attesa di scoprire se erediteranno i poteri del padre, e si riavvicinano a Lana Lang, sposata con Kyle Cushing, da cui ha avuto la figlia Sarah, che legherà coi figli di Clark.

## Episodi
| Stagione         | Episodi | Prima TV USA | Prima TV Italia |
| ---------------- | ------- | ------------ | --------------- |
| Prima stagione   | 15      | 2021         | 2022            |
| Seconda stagione | 15      | 2022         | 2022            |
| Terza stagione   | 13      | 2023         | 2024            |
| Quarta stagione  | 10      | 2024         | inedita         |

## Personaggi e interpreti
- Clark Kent / Superman, interpretato da Tyler Hoechlin, doppiato da Gianfranco Miranda.
Un supereroe di Krypton e marito di Lois che difende la Terra.[3] Dylan Kingwell interpreta un Clark adolescente nella prima stagione, Josh Zaharia interpreta un Clark adolescente nella seconda stagione, Lennix James interpreta un Clark di quattro anni, Thomas Hoeving interpreta Clark da bambino e Parker Cousineau interpreta Clark alle elementari.
- Lois Lane, interpretata da Elizabeth Tulloch, doppiata da Ilaria Latini.
Una giornalista di fama mondiale e moglie di Clark.[3]
- Jonathan Kent, interpretato da Jordan Elsass (stagioni 1-2) e da Michael Bishop (stagioni 3-4), doppiato da Federico Campaiola.
- Jordan Kent, interpretato da Alex Garfin, doppiato da Lorenzo D'Agata.
- Kyle Cushing (nato Cortez) (stagioni 1-3; guest stagione 4), interpretato da Erik Valdez, doppiato da Gabriele Sabatini.
- Sarah Cortez (stagioni 1-3; guest stagione 4), interpretata da Inde Navarrette, doppiata da Ludovica Bebi.
- John Henry Irons / Acciaio (stagioni 1-3), interpretato da Wolé Parks, doppiato da Riccardo Scarafoni.
- Morgan Edge / Tal-Rho / Eradicatore (stagione 1; ricorrente stagione 2), interpretato da Adam Rayner, doppiato da Alessio Cigliano.
- Sam Lane (stagioni 1-3), interpretato da Dylan Walsh, doppiato da Francesco Prando.
- Lana Lang (stagione 1-3; guest stagione 4), interpretata da Emmanuelle Chriqui, doppiata da Selvaggia Quattrini.
- Natalie Irons (stagione 2-3; guest stagione 1), interpretata da Tayler Buck, doppiata da Maria Giulia Ciucci.
- Chrissy Beppo (stagione 2-3; ricorrente stagione 1), interpretata da Sofia Hasmik.
- Bruno Mannheim (stagione 3), interpretato da Chad L. Coleman.

## Produzione
La serie viene annunciata nell'ottobre 2019.
Nel marzo 2021 viene rinnovata per una seconda stagione e il 22 marzo 2022 per una terza. Dopo alcuni dubbi sul futuro, nel giugno 2023 la serie viene rinnovata per la quarta stagione, che avrà solo dieci episodi ed un budget minore. Il 2 novembre 2023 viene annunciato che la serie terminerà con la quarta stagione.

### Casting
Tyler Hoechlin ed Elizabeth Tulloch hanno firmato per riprendere i loro ruoli di Clark Kent e Lois Lane da Supergirl.

## Promozione
Il primo trailer della serie è stato diffuso il 21 gennaio 2021.

## Distribuzione
La serie è stata distribuita su The CW a partire dal 23 febbraio 2021.

## Riconoscimenti
- 2022 - Critics' Choice Super Awards[11]
  - Candidatura per la miglior serie di supereroi
  - Candidatura per il miglior attore in una serie di supereroi a Tyler Hoechlin
- 2022 - Saturn Award[12]
  - Miglior serie televisiva di fantascienza (network)
  - Candidatura per il miglior attore in una serie televisiva a Tyler Hoechlin
  - Candidatura per la miglior attrice in una serie televisiva a Elizabeth Tulloch
  - Candidatura per la miglior attrice non protagonista in una serie televisiva a Emmanuelle Chriqui
  - Candidatura per il miglior giovane attore in una serie televisiva a Jordan Elsass
  - Candidatura per il miglior giovane attore in una serie televisiva a Alex Garfin
- 2024 - Saturn Award[13][14]
  - Miglior serie televisiva di supereroi
  - Candidatura per il miglior attore in una serie televisiva a Tyler Hoechlin
  - Candidatura alla migliore attrice in una serie televisiva a Elizabeth Tulloch